# Francisco Labastida Ochoa

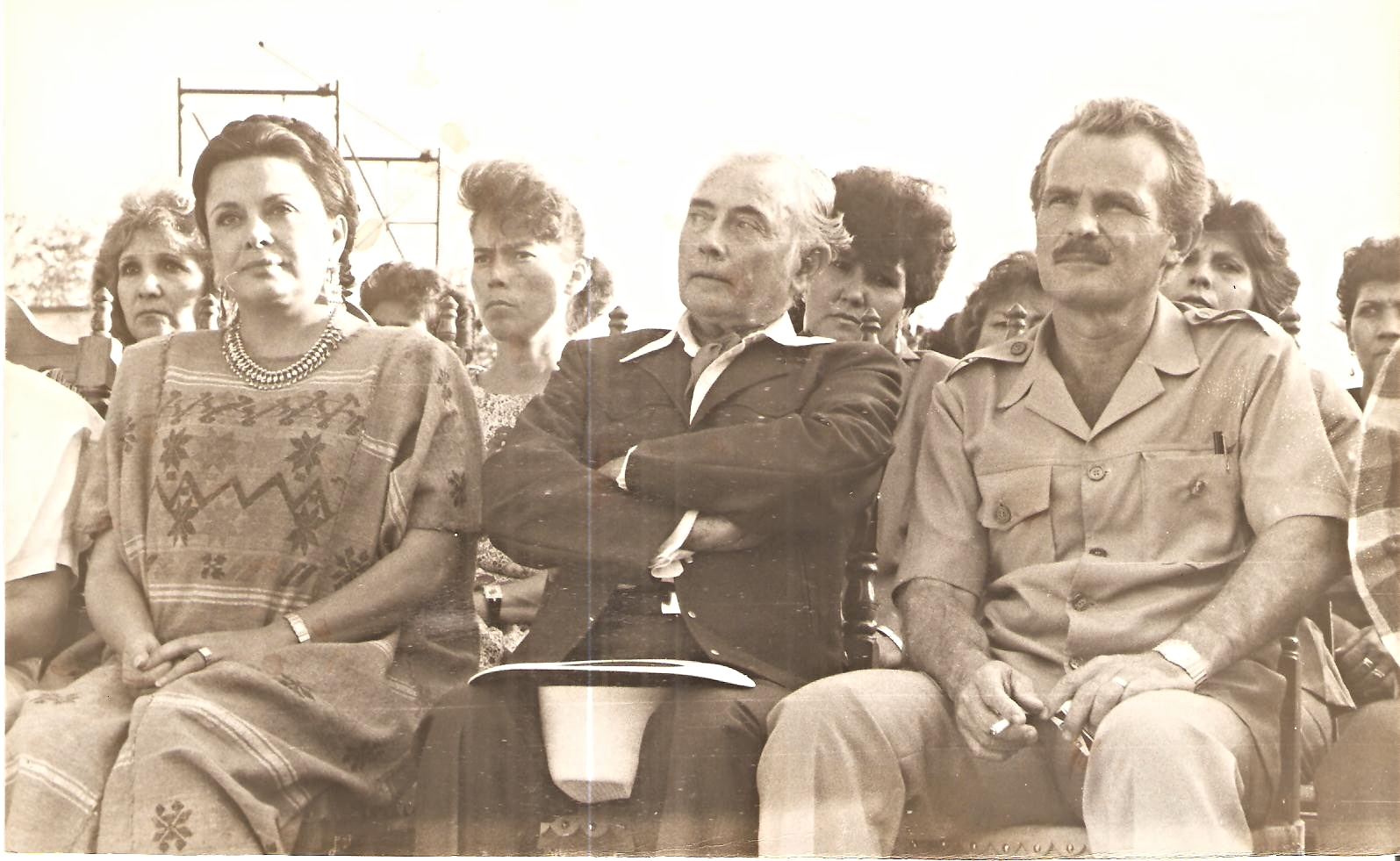
Labastida Ochoa (rechts) zusammen mit María de Lourdes und dem Sänger, Komponist und Schauspieler José Ángel Espinoza

Francisco Labastida Ochoa (* 14. August 1942 in Los Mochis, Bundesstaat Sinaloa) ist ein mexikanischer Politiker der Partido Revolucionario Institucional (PRI), der unter anderem zwischen 1987 und 1992 Gouverneur von Sinaloa, mehrmals Minister sowie 2000 Kandidat der PRI bei der Präsidentschaftswahl war.

## Leben
Labastida Ochoa, ein jüngerer Bruder des Philosophen Jaime Labastida, absolvierte ein Studium der Wirtschaftswissenschaften an der Nationalen Autonomen Universität von Mexiko (UNAM) und trat 1964 der Partido Revolucionario Institucional (PRI) bei. Nach einem postgradualen Studium in Chile wurde er Mitarbeiter am Lateinamerikanischen Institut für Wirtschafts- und Sozialplanung (Instituto Latinoamericano de Planeación Económica y Social), einem Institut der Wirtschaftskommission für Lateinamerika und die Karibik CEPAL (Comisión Económica para América Latina y el Caribe).
Labastida Ochoa wurde am 1. Dezember 1982 von Staatspräsident Miguel de la Madrid Hurtado als Minister für Energie, Bergbau und halbstaatliche Industrie (Secretario de Energía, Minas e Industria Paraestatal) in dessen Kabinett berufen. Dieses Ministeramt bekleidete er bis zum 17. April 1986 und wurde dann durch Alfredo del Mazo González abgelöst. Er selbst wurde daraufhin am 1. Januar 1987 Nachfolger von Antonio Toledo Corro als Gouverneur von Sinaloa und übte die Funktion als Gouverneur dieses Bundesstaates bis 31. Dezember 1992 aus, woraufhin Renato Vega Alvarado seine Nachfolge antrat.
Am 22. Januar 1995 wurde Labastida Ochoa von Präsident Ernesto Zedillo Ponce de León in dessen Kabinett berufen und löste Arturo Warman als Minister für Landwirtschaft, Viehzucht und ländliche Entwicklung (Secretario de Agricultura, Ganadería y Desarrollo Rural) ab. Dieses Ministeramt übte er bis zu seiner Ablösung durch Romárico Arroyo am 3. Januar 1998 aus und übernahm selbst wiederum von Emilio Chuayffet das Amt des Innenministers (Secretario de Gobernación) im Kabinett Zedillo. Am 21. Mai 1999 folgte ihm Diódoro Carrasco Altamirano in diesem Ministeramt.
Bei der Präsidentschaftswahl am 2. Juli 2000 war Labastida Ochoa Kandidat der Partido Revolucionario Institucional (PRI). Zu seinen Unterstützern gehörte unter anderem der in Mexiko äußert populäre Singer-Songwriter Juan Gabriel, der im Vorfeld der Wahl einige Zeilen auf seinen Sieg textete: Ni Temoc, Ni Chente, Francisco va a ser el presidente (spanisch für Weder Temoc noch Chente, Francisco wird Präsident sein). Er erzielte 13.579.718 Stimmen (36,1 Prozent), unterlag aber Vicente Fox von der Partido Acción Nacional (PAN) auf den 42,5 Prozent entfielen. Damit wurde zum ersten Mal seit 1946 nicht der Kandidat der PRI zum Präsidenten Mexikos gewählt.
Am 1. September 2006 wurde Labastida Ochoa Mitglied des Senats und vertrat in diesem bis zum 31. August 2012 den Bundesstaat Sinaloa.

## Weblink
- Kurzbiografie (rulers.org)